# Argophyllum
Argophyllum is een geslacht uit de familie Argophyllaceae. De soorten kkomen voor in Oost-Australië en op Nieuw-Caledonië.

## Soorten
- Argophyllum brevipetalum Guillaumin
- Argophyllum cryptophlebum Zemann
- Argophyllum curtum A.R.Bean & P.I.Forst.
- Argophyllum ellipticum Labill.
- Argophyllum ferrugineum A.R.Bean & P.I.Forst.
- Argophyllum grunowii Zahlbr.
- Argophyllum heterodontum A.R.Bean & P.I.Forst.
- Argophyllum iridescens A.R.Bean & P.I.Forst.
- Argophyllum jagonis A.R.Bean & P.I.Forst.
- Argophyllum lejourdanii F.Muell.
- Argophyllum loxotrichum A.R.Bean & P.I.Forst.
- Argophyllum montanum Schltr.
- Argophyllum nitidum J.R.Forst. & G.Forst.
- Argophyllum nullumense R.T.Baker
- Argophyllum palumense A.R.Bean & P.I.Forst.
- Argophyllum verae P.I.Forst.
- Argophyllum vernicosum Däniker